# Karin S. Weber
Karin S. Weber (* 1948 in Berlin) ist eine deutsche Bildungswissenschaftlerin und emeritierte Professorin für Bildungs-, Kultur- und Kommunikationswissenschaft an der Universität Siegen.

## Leben
Weber studierte Bildungs-, Sport- und Politikwissenschaft sowie Staatslehre, Völker- und Europarecht an der Universität Hamburg. Nach dem Ersten Staatsexamen 1976 wurde sie 1977 zum Dr. phil. promoviert. Danach war sie als Studienrätin bei der Freien Hansestadt Hamburg beschäftigt.
In den Jahren 1979/80 war Weber als Persönliche Referentin von Hildegard Hamm-Brücher im Büro des Staatsministers des Auswärtigen Amtes in Bonn zuständig für die auswärtige Kulturpolitik.
1981 wurde Weber als Professorin für Bildungs-, Kultur- und Kommunikationswissenschaft an die Universität Siegen berufen, wo sie bis 2014 forschte und lehrte. Schwerpunkt ihrer Lehre waren Ausbildung, Beratung, Coaching, Qualitätsmanagement und Supervision in kulturellen, schulischen und sozialen Arbeitsfeldern sowie in Medien, Politik und Wirtschaft. Ein besonderes Spezialgebiet lag in der sogenannten Konduktiven Förderung für Kinder mit und ohne Behinderung, die sie mit einem vom Bund finanzierten Pilotprojekt 1989–1992 in Deutschland einführte.

## Veröffentlichungen
- Zum Bildungsgesamtplan der Bund-Länder-Kommission. Die Einfügung des Art. 91 b in das GG und der Prozess der Bildungsplanung für den Elementar-, Primar- und Sekundarbereich in der Bund-Länder-Kommission für Bildungsplanung. Beltz, Weinheim, Basel 1978.
- Sport in der Sozialpädagogischen Ausbildung. Dargestellt am Beispiel der Fachschulen für Sozialpädagogik. Sozialpädagogischer Verlag, Seevetal 1978.
- (zusammen mit Michael Rochel): Medizinische Rehabilitation zerebralgeschädigter Kinder im Alter von 3 bis 7 Jahren durch Konduktive Förderung. Komplexes und interdisziplinäres Zusammenführen von Entwicklungs-, Lern- und Erziehungsprozessen. Forschungsbericht. BMA, Bonn 1993.
- (Hrsg.) Konduktive Förderung und Rehabilitation. 6 Bände, Dortmund 1998–2001.
  - Einführung in das System Konduktiver Förderung und Rehabilitation. Konzept – Praxis – Perspektive. (= Konduktive Förderung und Rehabilitation. Bd. 1). Dortmund 1998, ISBN 3-8080-0415-0.
  - (zusammen mit H. Keil, I. Kozma, A. Sutton): Studium und Weiterbildung für die Praxis Konduktiver Förderung in Europa. Erfahrungen – Probleme – Lösungsversuche. (= Konduktive Förderung und Rehabilitation. Bd. 4). Dortmund 1998, ISBN 3-8080-0419-3.
  - (zusammen mit Astrid Kühnke): Konduktive Frühförderung international. Entwicklungen in unterschiedlichen Ländern – Ein Vergleich. (= Konduktive Förderung und Rehabilitation, Bd. 6), Dortmund 2001, ISBN 3-8080-0422-3.